# Louvenne
Louvenne foi uma comuna francesa na região administrativa de Borgonha-Franco-Condado, no departamento de Jura. Estendia-se por uma área de 7,8 km². Em 2010 a comuna tinha 143 habitantes (densidade: 18,3 hab./km²).
Em 1 de janeiro de 2017, passou a formar parte da nova comuna de Val Suran.